# Råstasjöns naturreservat
Råstasjöns naturreservat är ett naturreservat i Solna kommun i Stockholms län.
Området är naturskyddat sedan 2017 och är cirka 40 hektar stort. Reservatet omfattar Råstasjön och strandpartierna omkring. Reservatet består av öppna partier som omväxlar med mest lövskog i norr och i sydväst av gamla tallar, grova ekar och andra grova lövträd.